# Bierman von Ehrenschild
Bierman(n) von Ehrenschild er en dansk adelsslægt tilhørende brev- og lavadelen.

## Våben
Firdelt af blåt med rødt hjerteskjold, hvori en sølv pose. 1. og 4. felt: Tre grønne aks i blåt. 2. og 3. felt: En sort and med i guld rødt næb svømmende på naturligt farvet vand. I rødt midterskjold en hvid rose. På hjelmen en krone og en halv vildmand, som holder en med guld humle behængt guldstage.

## Historie
Gehejmeråd Conrad Bierman(n) (1629-1698) stammede fra Eimeldingen i markgrevskabet Baden-Durlach, hvor hans far Martin Bierman var præst, og gjorde karriere i Danmark, hvor han 21. oktober 1681 fik våbenbrev og 30. maj 1693 (fornyet) adelsbrev. I adelspatentet skrives navnet Ehrenskild, men familien skrev sig altid Ehrenschild. Han var far til Martin Conrad Biermann von Ehrenschild (ca. 1662-1715), der var ceremonimester og ordenssekretær, og som ejede Enggård, Elisabeth Bierman von Ehrenschild (10. juli 1664 i København – 1. februar 1729 på Gottorp Slot) og Anna Maria Bierman von Ehrenschild (1667-1723).
Martin Conrad Biermann von Ehrenschild var far til amtmand Friedrich Bierman von Ehrenschild (ca. 1690-1754), og Anna Cathrine Bierman von Ehrenschild (13. april 1706 på Enggård – 28. april 1724) og oberst Carl Bierman von Ehrenschild, som der mangler oplysninger om. Slægten uddøde antagelig med Friedrich Bierman von Ehrenschild.